# Bokura ga Ita
Bokura ga Ita (僕等がいた, lit. "Éramos nós") é um mangá shōjo escrito por Yuki Obata. Uma adaptação em anime foi ao ar entre 3 de julho e 25 de dezembro de 2006. A série foi licenciada na América do Norte pela Viz Media.

## Sinopse
Takahashi Nanami acaba de começar o secundário. Em sua classe, há um menino muito popular, que dizem ter conquistado 2/3 das meninas da escola, Motoharu Yano. Depois de um tempo, Yano e Takahashi começam a namorar, mas muitos problemas começam a surgir entre eles. Yano possui um passado muito obscuro. Será que Nanami será capaz de compreende-lô?

## Mídia

### Mangá
Escrito e ilustrado por Yuki Obata, Bokura ga Ita foi serializado na Betsucomi entre outubro de 2002 e fevereiro de 2012. A série entrou em hiato após a edição de janeiro de 2008, mas voltou a ser lançada na edição de julho de 2009. Os capítulos individuais eram recolhidos e publicados em volumes tankōbon pela Shogakukan, com o primeiro volume lançado em 26 de outubro de 2002. Foram lançados 15 volumes desde outubro de 2009. O último capítulo foi lançado em 13 de fevereiro na Betsucomi.
A série foi licenciada na América do Norte pela Viz Media, a qual lançou o primeiro volume em 3 de novembro de 2008, sob a marca da  "Shojo Beat". Desde maio de 2009, quatro volumes foram lançados em inglês.

### Anime
Bokura ga Ita foi adaptado em um anime pela ArtLand. Composto por 26 episódios, foi ao ar no Japão entre 23 de julho e 25 de dezembro de 2006. Os personagens principais são
•Yano Motoharu
•Nanami Takahashi
•Masafumi Takeuchi

### Filme
Em maio de 2011, foi anunciada a produção de um filme live action baseado no mangá. O filme foi lançado em duas partes.